# Glen Loftus
Glen Loftus, né le 8 juin 1976 à Perth, est un rameur australien.

## Biographie
Lors des Jeux olympiques de 2004, Glen Loftus remporte la médaille d'argent en quatre sans barreur poids légers au sein de l'équipage australien, composé également de Simon Burgess, Ben Cureton et Anthony Edwards.

### Palmarès

#### Aviron aux Jeux olympiques
- 2004 à Athènes,  Grèce
  -  Médaille d'argent en quatre sans barreur poids légers

#### Championnats du monde d'aviron
- 2000 à Zagreb,  Croatie
  -  Médaille de bronze en huit poids légers